# Kolory sztandarów
Kolory sztandarów – powieść fantastycznonaukowa Tomasza Kołodziejczaka. Opublikowana w 1996 nakładem superNOWej.

## Fabuła
Opis książki z okładki: „Planecie Gladius grozi zagłada. Przewaga technologiczna Najeźdźców jest porażająca, a ich okrucieństwo niewyobrażalne. Z Obcymi trzeba podjąć walkę, nie można paktować. Na Glaudiusie, węźle jednego z hipergalaktycznych szlaków, rozwija się wolna kolonia. Jej mieszkańcy próbują utrzymać niezależność od największego ludzkiego imperium, Dominium Solarnego. Przez dziesiątki lat skutecznie powstrzymują polityczną i militarną agresję. Ale kiedy pojawia się nowy wróg, struktury gladiańskiego państwa zaczynają się chwiać. Daniel Bondaree przez wiele lat służył jako sędzia-egzekutor wykonujący wyroki, teraz musi stawić czoło nowym wrogom – tajemniczym korgardom, gladiańskim zdrajcom i solarnym cyberżołnierzom.”

## Analiza
Powieść została pozytywnie oceniona przez krytyków i czytelników. Otrzymała Nagrodę im. Janusza A. Zajdla (1996).
Powieść jest pierwszym tomem cyklu Dominium Solarne (nie licząc zboru opowiadań Wrócę do ciebie kacie z 1995). W 1999 Kołodziejczak wydał tom drugi, Schwytany w światła, a w 2011 kolejny zbiór opowiadań osadzony w tym universum, Głowobójcy.